# Rimborso condizionato dei farmaci
Il rimborso condizionato dei farmaci è una modalità con cui i Sistemi Sanitari Nazionali concedono il rimborso di nuovi farmaci a costi elevati con formule restrittive.
Sempre più spesso vengono approvati dalle Autorità Regolatorie nuovi farmaci con processi registrativi molto rapidi e senza una chiara definizione del profilo di efficacia e sicurezza, e in particolare nel caso di malattie rare, gravi e prive di trattamenti disponibili, ad un costo elevato. Per far fronte alla sostenibilità delle cure, in diversi Paesi europei sono state introdotte strategie di contenimento della spesa farmaceutica, tra cui gli accordi di rimborso condizionato. Secondo la definizione dell'International Society for Pharmacoeconomics and Outcomes Research (ISPOR) i performance-based risk-sharing arrangement (PBRSA) sono accordi che prevedono il “monitoraggio di un trattamento in una popolazione definita e per un determinato periodo di tempo, che determinano un rimborso in base alla quantità di salute raggiunta”.
Il Servizio Sanitario Nazionale (SSN) italiano ha adottato i seguenti schemi di rimborso condizionato:
- cost-sharing, che prevede uno sconto sul prezzo dei primi cicli di terapia per tutti i pazienti eleggibili al trattamento;
- risk-sharing, che prevede un rimborso parziale del costo del farmaco esclusivamente per i pazienti eleggibili, che risultino non rispondere alla rivalutazione clinica, stabilita nei tempi e nei modi dall'accordo stesso;
- payment by result, che estende il principio del risk-sharing con una copertura totale del prezzo del farmaco utilizzato, in caso di fallimento terapeutico.

Tali meccanismi vengono applicati dall'AIFA attraverso gli atti decisionali del Comitato Prezzi e Rimborso (CPR) e della Commissione Tecnico-Scientifica (CTS) e tramite il monitoraggio dei farmaci.
Dopo diversi anni dall'introduzione degli schemi di rimborso, sono emerse alcune criticità derivanti in particolare dalla loro gestione, che hanno portato ad ottenere rimborsi in una percentuale minima rispetto ai costi sostenuti per tali trattamenti. Pertanto, è stato proposto un meccanismo alternativo, il success fee, che prevede l'iniziale utilizzo del farmaco gratuitamente per i pazienti eleggibili, con il pagamento solo di quelli risultati rispondere ad un tempo stabilito e secondo le modalità stabilite dall'accordo negoziale. 
Attualmente, il success fee è applicato in Italia solo per il pirfenidone (Esbriet®), farmaco per il trattamento della fibrosi polmonare idiopatica.